# Castillo de Bäckaskog
El Castillo de Bäckaskog (en sueco: Bäckaskog slott) en el municipio de Kristianstad, Escania, en el sur de Suecia, era originalmente un monasterio construido en el siglo XIII. Fue transformado en un castillo en el siglo XVI. El castillo se halla en el istmo entre el lago Ivö (el mayor lago de Escania) y el lago Oppmanna.
El monasterio fue clausurado por la Corona danesa en 1537 durante la Reforma. En 1584-1653, los nobles Henrik Ramel y su hijo Henrik Ramel Júnior dieron al castillo su apariencia actual.